# Antiga Escola Rubió i Ors
L'Antiga Escola Rubió i Ors és un edifici al carrer de Rafael de Casanova, 6, que havia estat un grup escolar del municipi de Reus (Baix Camp), inclòs en l'Inventari del Patrimoni Arquitectònic de Catalunya, probablement construït per Pere Caselles, arquitecte municipal.

## Descripció
És un edifici d'una sola planta, rectangular, i un petit pati en un solar que fa cantonada. La planta baixa presenta un cos central i dues ales en la mateixa direcció, de més petita superfície i amb perfecta simetria tant en façanes com en planta. Les façanes són planes amb estructuració dels buits en dos grups de cinc finestres dibuixant un arc rebaixat a la façana principal, i obertures també rebaixades corresponents a les ales laterals. Hi ha una cornisa amb una espadanya en el centre de la façana principal, amb ornamentació de terra cuita. El tancament del pati es realitza amb un mur de pedra, amb remat de maó, pilastres amb ornamentació floral, la rosa de Reus, a la part alta, reixes i portes de ferro forjat. L'interior es distribuïa en quatre aules en la part central, dues per a nenes i dues per a nens, unes bertes a l'oest i al pati interior i les altres a l'est i al carrer, a més de serveis, despatxos i guarda-roba. Com en totes les escoles dissenyades per Pere caselles, hi ha una estricta separació entre els nens i les nenes, i els accessos, separats, es feien per les dues cantonades de l'edifici. El sòcol i el mur del pati són de pedra, les parets arrebossades i pintades d'ocre, amb trencaaigües de ceràmica.
L'escola es va començar a edificar el 1909, quan el Ministeri va concedir una subvenció, i es va inaugurar el 1911. Quan l'any 1923 Pere caselles va rebre l'encàrrec de l'Ajuntament de Reus de construir quatre grups escolars nous, l'esquema d'aquesta escola li va servir de base per al projecte, que no es va arribar a realitzar.
A principis dels anys noranta va deixar de ser escola i des del 1994 fins al 2010 va acollir l'Arxiu Municipal de Reus. Actualment és un dels edificis on es guarda material de l'Arxiu Comarcal del Baix Camp.
A Reus hi ha una altra escola amb el nom de Rubió i Ors, situada a la plaça de l'Abat Oliba, 33